# NGC 7179
NGC 7179 је спирална галаксија у сазвежђу Индијанац која се налази на NGC листи објеката дубоког неба.
Деклинација објекта је - 64° 2' 49" а ректасцензија 22h 4m 49,0s. Привидна величина (магнитуда) објекта NGC 7179 износи 12,5 а фотографска магнитуда 13,3. Налази се на удаљености од 45,855 милиона парсека од Сунца. NGC 7179 је још познат и под ознакама ESO 108-11, PGC 67995.